# Bahrain International Circuit
Bahrein International Circuit is een Formule 1-circuit in Bahrein.
Het circuit werd grotendeels in 2003 gebouwd voor de eerste Formule 1-race, die in 2004 ook daadwerkelijk op dit circuit verreden werd. Het circuit  werd ontworpen door de bekende Duitse baanontwerper Hermann Tilke. Hij ontwierp ook de circuits van Sepang, Shanghai, Singapore, Istanboel, Valencia en Abu Dhabi. Afgezien van de Formule 1 wordt het circuit verder weinig gebruikt om op te racen en het vinden van voldoende grip is dan ook vaak een probleem op het circuit. Dit komt doordat het circuit in de woestijn ligt en er regelmatig zand op de baan waait.
Het circuit telt 24 bochten. Enkele hiervan hebben een naam. Zo heet bocht 1 Grandstand en bocht 19 VIP Tower.
Op 25 januari 2010 werd bekendgemaakt dat de Formule 1 in 2010 op de lay-out van de enduranceraces zal gaan rijden. Hierdoor komen er 9 bochten bij en wordt het circuit ruim 800 meter langer. Er zullen
nu nog maar 49 ronden worden verreden over het circuit. Na kritiek van de teams werd er besloten om toekomstige races op het kortere Grand Prix circuit te rijden.

## Winnaars in de Formule 1
| Jaar    | Winnaar            | Team                       | Chassis               | Bandenmerk    | Verslag  |
| ------- | ------------------ | -------------------------- | --------------------- | ------------- | -------- |
| 2004    | Michael Schumacher | Ferrari                    | F1 2004               | B Bridgestone | Verslag  |
| 2005    | Fernando Alonso    | Renault                    | R25                   | M Michelin    | Verslag  |
| 2006    | Fernando Alonso    | Renault                    | R26                   | M Michelin    | Verslag  |
| 2007    | Felipe Massa       | Ferrari                    | F2007                 | B Bridgestone | Verslag  |
| 2008    | Felipe Massa       | Ferrari                    | F2008                 | B Bridgestone | Verslag  |
| 2009    | Jenson Button      | Brawn GP                   | BGP 001               | B Bridgestone | Verslag  |
| 2010 *1 | Fernando Alonso    | Ferrari                    | F10                   | B Bridgestone | Verslag  |
| 2011    | Afgelast           | Afgelast                   | Afgelast              | Afgelast      | Afgelast |
| 2012    | Sebastian Vettel   | RBR-Renault                | RB8                   | P Pirelli     | Verslag  |
| 2013    | Sebastian Vettel   | RBR-Renault                | RB9                   | P Pirelli     | Verslag  |
| 2014    | Lewis Hamilton     | Mercedes                   | F1 W05 Hybrid         | P Pirelli     | Verslag  |
| 2015    | Lewis Hamilton     | Mercedes                   | F1 W06 Hybrid         | P Pirelli     | Verslag  |
| 2016    | Nico Rosberg       | Mercedes                   | F1 W07 Hybrid         | P Pirelli     | Verslag  |
| 2017    | Sebastian Vettel   | Ferrari                    | SF70H                 | P Pirelli     | Verslag  |
| 2018    | Sebastian Vettel   | Ferrari                    | SF71H                 | P Pirelli     | Verslag  |
| 2019    | Lewis Hamilton     | Mercedes                   | F1 W10 EQ Power+      | P Pirelli     | Verslag  |
| 2020    | Lewis Hamilton     | Mercedes                   | F1 W11 EQ Performance | P Pirelli     | Verslag  |
| 2020 *2 | Sergio Pérez       | Racing Point-BWT Mercedes  | Racing Point RP20     | P Pirelli     | Verslag  |
| 2021    | Lewis Hamilton     | Mercedes                   | F1 W12 E Performance  | P Pirelli     | Verslag  |
| 2022    | Charles Leclerc    | Ferrari                    | F1-75                 | P Pirelli     | Verslag  |
| 2023    | Max Verstappen     | Red Bull Racing-Honda RBPT | RB19                  | P Pirelli     | Verslag  |
| 2024    | Max Verstappen     | Red Bull Racing-Honda RBPT | RB20                  | P Pirelli     | Verslag  |

*1 Werd verreden op het 'Endurance Circuit'.

*2 Werd verreden op het 'Buitenbaan Circuit' tijdens de Grand Prix van Sakhir 2020.

### Circuit Varianten

"Grand Prix Circuit".  Gebruikt in de jaren 2004–2009, en vanaf 2012
"Endurance Circuit".  Gebruikt voor de Formule 1 in 2010
"Buitenbaan Circuit". Werd gebruikt voor de Grand Prix van Sakhir in 2020
"Paddock Circuit"
"Oase / Binnenbaan Circuit"
"Ovaal Circuit"

## Overige evenementen
- Sinds 2023 houdt de Professional Darts Corporation de Bahrain Darts Masters op het circuit.[2]